# أندريس غونزاليس (لاعب كرة قدم مواليد 1968)
أندريس غونزاليس (بالإسبانية: Andrés Gonzales)‏ هو لاعب كرة قدم بيروفي في مركز الهجوم، ولد في 8 أبريل 1968 في كاياو في بيرو. شارك مع منتخب بيرو لكرة القدم. أما مع النوادي، فقد لعب مع خوان أوريتش وريال بيتيس وسبورت بويز ونادي سبورتينغ كريستال ونادي يونيفرسيتاريو.

## وصلات خارجية
- أندريس غونزاليس (لاعب كرة قدم مواليد 1968) على موقع ناشيونال فوتبول تيمز (الإنجليزية)